# Stewartia monadelpha
Stewartia monadelpha är en tvåhjärtbladig växtart som beskrevs av Philipp Franz von Siebold och Zucc. Stewartia monadelpha ingår i släktet Stewartia och familjen Theaceae. Inga underarter finns listade i Catalogue of Life.

## Bildgalleri

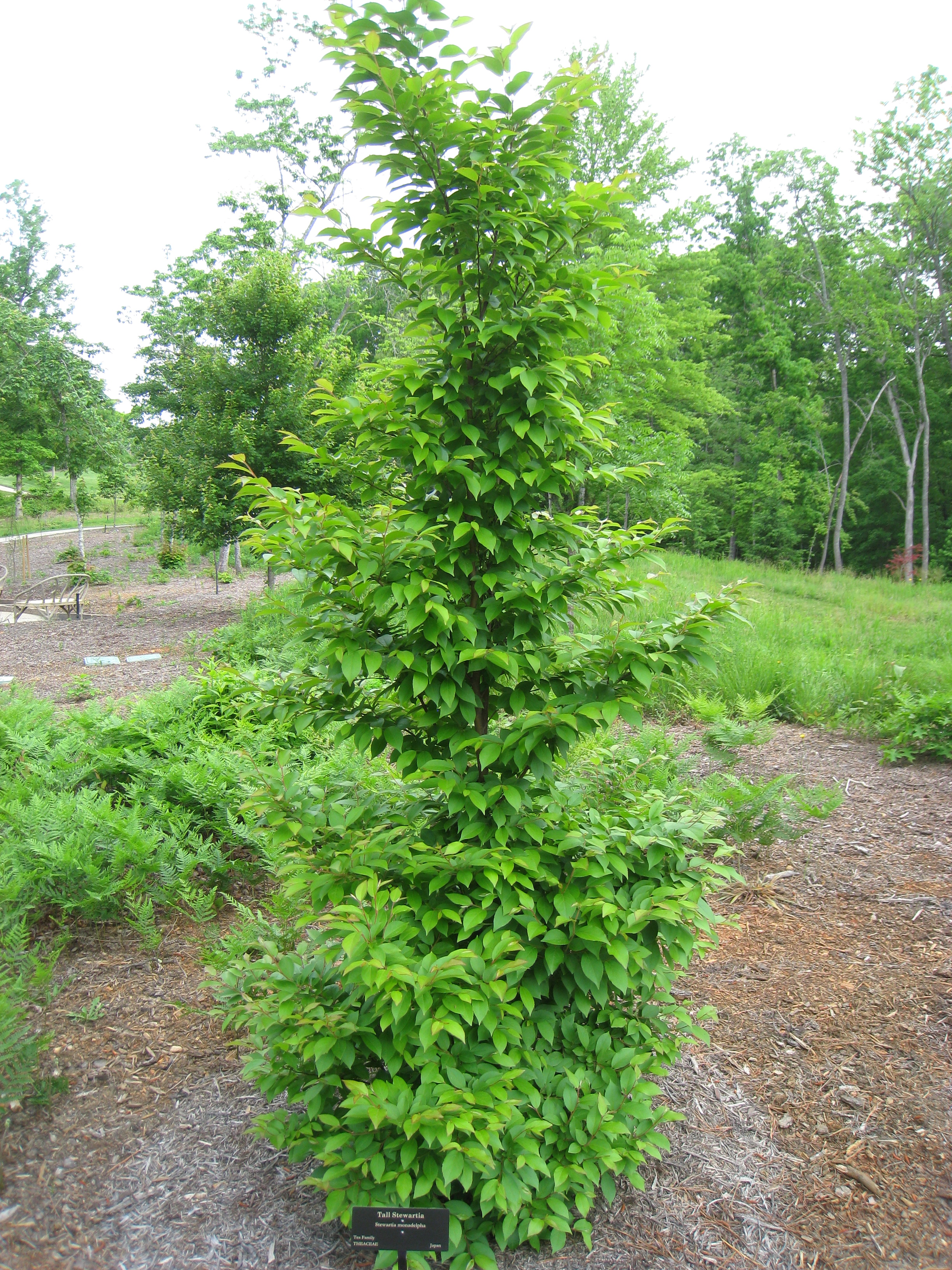
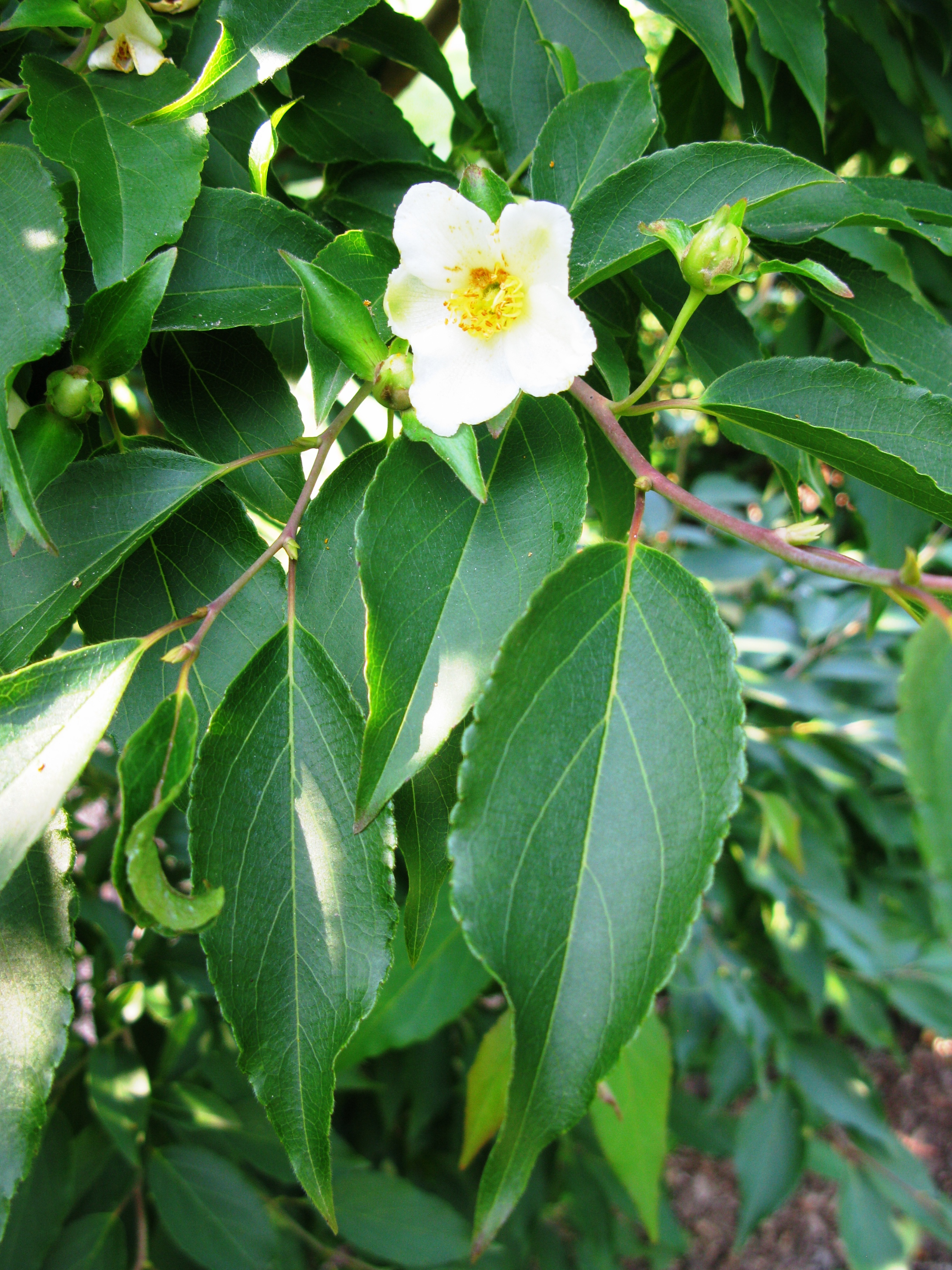